# Jofre Gilabert de Cruilles
Jofre Gilabert de Cruilles (¿Cruilles?, Ampurdán, 1282- Algeciras, 1339) Almirante de la Corona de Aragón, miembro de la familia Cruilles.

## Biografía
Hijo del almirante Bernat de Cruilles, procurador en el Reino de Valencia, VIII señor de Cruilles, Peratallada y Bagur y de su segunda esposa Geralda de Cabrera. 
Fue el segundo hijo del matrimonio, siendo su hermano mayor Gilabert V quien heredaría el grueso del patrimonio familiar.
En 1323 comandó el ataque a Cerdeña, al frente de cuatro galeras, junto al infante Alfonso, destacando por su talento militar. El monarca lo premió concediéndole feudos en Cerdeña, Sanluri y Donigala. En 1328 combatió para Castilla, remontando el Guadalquivir, al frente de diez galeras, en la expedición que comandaba el almirante Alonso Jofre Tenorio, llegando al Estrecho de Gibraltar, sin embargo no pudieron evitar el paso de los buques enemigos. 

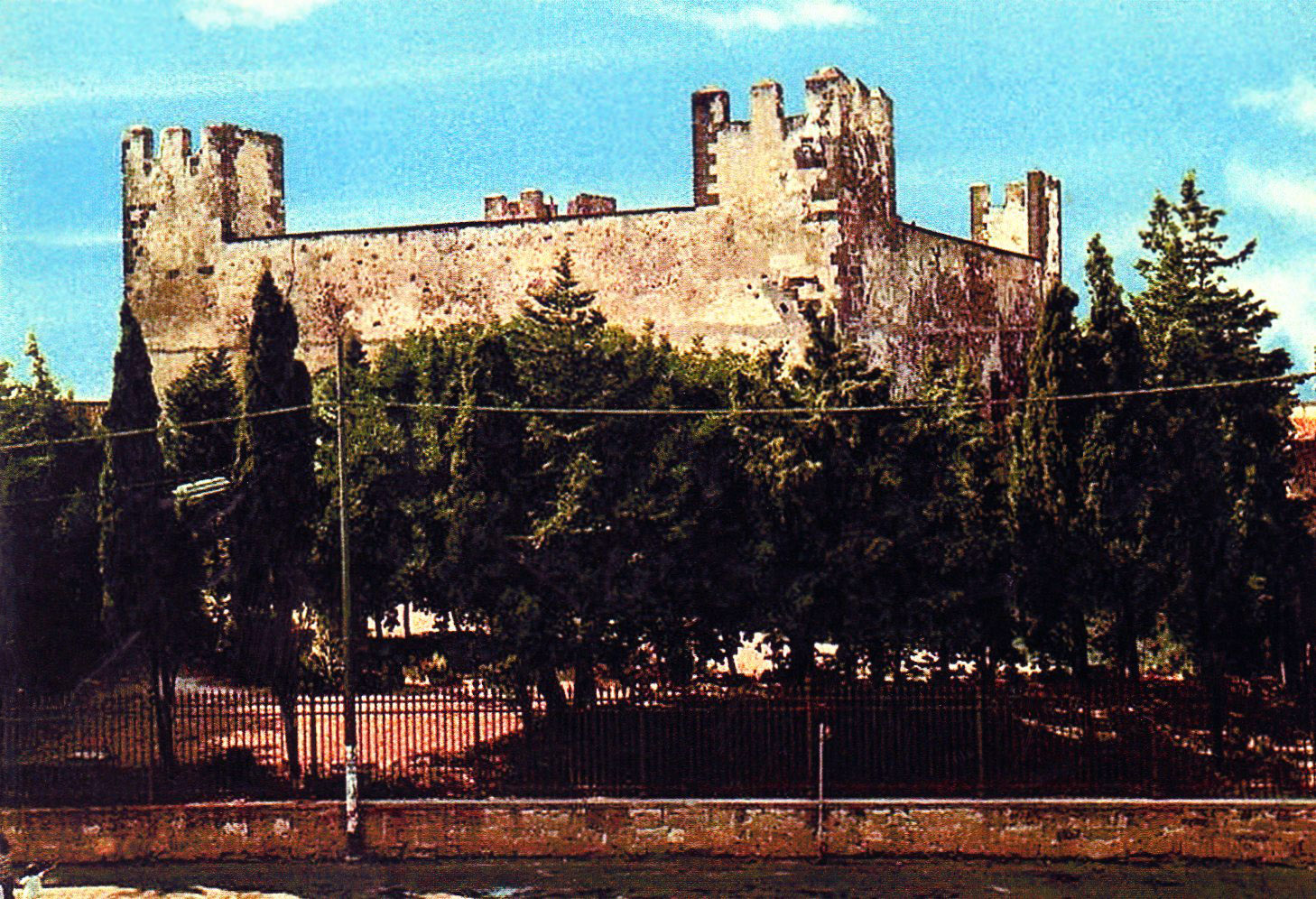
Sanluri fue uno de los primeros feudos que recibió tras su actuación contra Cerdeña.

En 1328, Alfonso IV de Aragón le nombró procurador de las tierras al Sur de Jijona, siendo ratificado vitaliciamente en 1329, vigilando y controlando la frontera sur del Reino de Valencia, mientras Alfonso IV gestaba su cruzada contra la Granada nazarí. A finales del año, todo el territorio situado al sur de la línea dibujada en Almizra, entre Aragón y Castilla fueron otorgadas al Infante Fernando, quedando Gilabert como representante del infante. En 1329 también tomó parte en la incursión en territorio nazarí, a la altura de Lorca y en 1330 fue nombrado capitán y potestad de Iglesias, en Cerdeña, y en otros enclaves de la isla. 

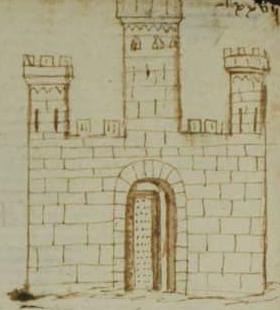
Recibió el feudo de Iglesias en Cerdeña como recompensa a sus servicios militares contra el reino nazarí.

En 1331 volvió a ser nombrado procurador del territorio sur del Reino de Valencia, para vigilar la frontera, pasando el cargo a Pedro de Jérica en 1332 y en 1335  sería nombrado procurador al norte de Jijona pudiendo ser ya entonces procurador de Orihuela. 
Al ausentarse del Reino de Valencia, los nazaríes pudieron romper la línea defensiva aragonesa y comandados por Abu Nu'aym Ridwan tomaron en 1331 la gobernación de Orihuela, atacando Guardamar y asediando el castillo de Callosa de Segura, el de Crevillente y el de Elda, aunque fueron expulsados una vez regresó él, no obstante en 1332 Ridwan organizó otra razzia, aunque esta fracasó al no poder tomar Elche. 
A su vez, en 1332, Jofré Gilabert atacó territorio nazarí, siendo los objetivos las poblaciones de Vera, Huércal y Vélez hasta la tregua de 1334. En 1337 el rey de Aragón lo nombró almirante, y en 1339 se unió a una escuadra castellana, a cuyo frente se encontraba Alonso Ortiz Calderón, atacando a la flota musulmana frente a las costas de Ceuta, siendo vencedores. Sin embargo, de regreso, fue alcanzado por una flecha de los sarracenos que le dispararon en la bahía de Algeciras, resultando muerto.
Fue enterrado en el Convento de San Francisco de Asís de Gerona, aunque actualmente su sepulcro se encuentra en el Museo de Arte de Gerona.

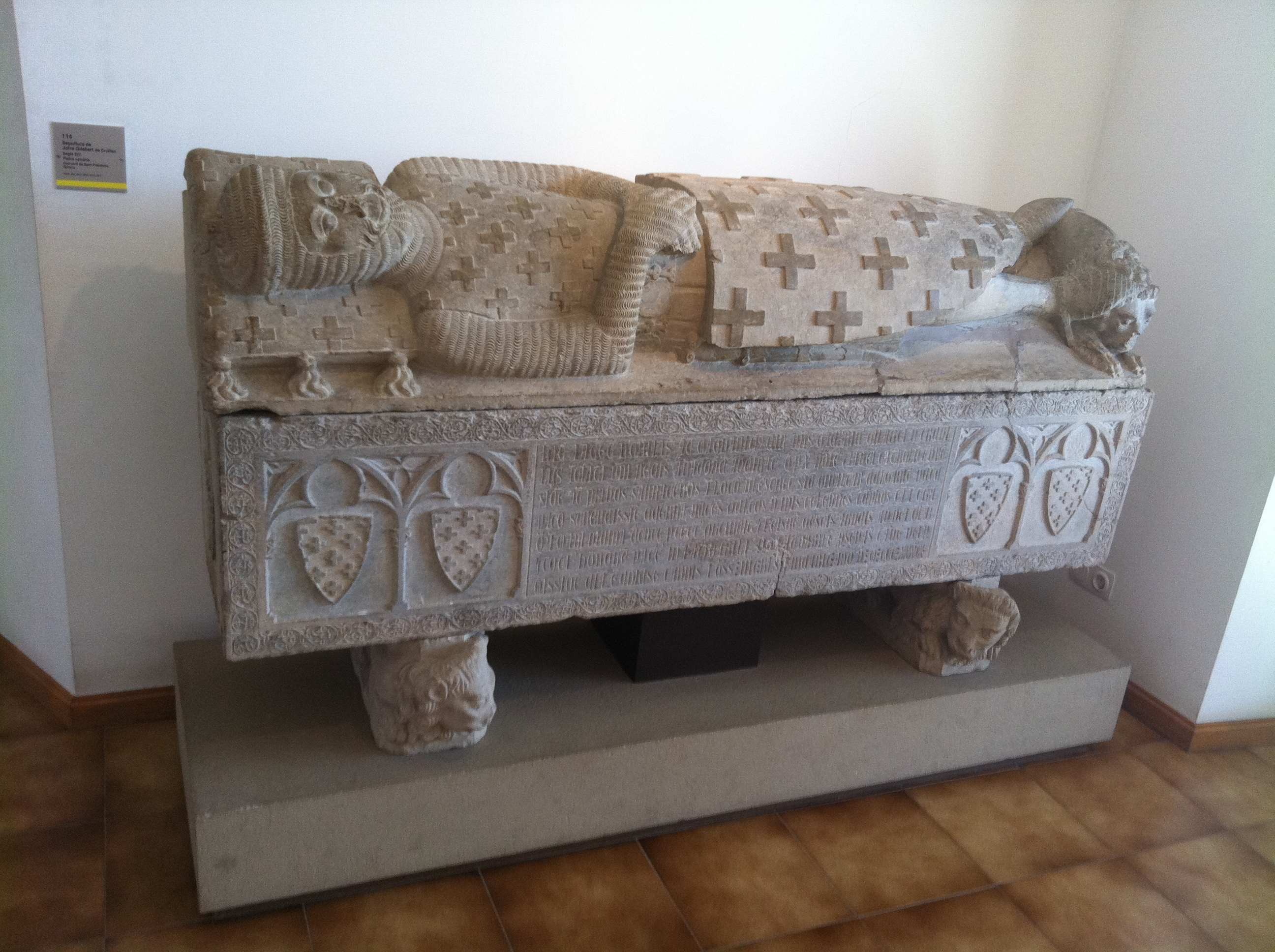
Su sepulcro se encontraba en el Convento de San Francisco de Asís de Gerona, aunque actualmente se encuentra en el Museo de Arte de Gerona.

## Matrimonio y descendencia
Se desconoce el nombre de su esposa aunque si se sabe que tuvo al menos dos hijos
- Jofré (?-1354) fue recompensado por Pedro IV con la tenencia de Iglesias, en Cerdeña, al igual que su padre.
- Geralda de Cruïlles, casada en el 1342[5] con Hug Roger I de Pallars Sobirá con quien tuvo tres hijos, entre ellos sus dos sucesores.[6]